# Керефов, Камбулат Наурузович
Камбулат Наурузович Керефов (12 марта 1912 г., Астамирово, Российская империя — 15 марта 1999. г., Нальчик) — народный депутат СССР, ректор КБГУ.

## Биография
- Депутат Верховного Совета СССР 3-го созыва от Кабардино-Балкарской АССР.
- 1941 — 1944 — воевал в составе 115-й Кабардино-Балкарской кавалерийской дивизии
- 1958 — 1965 — проректор по науке Кабардино-Балкарского государственного университета
- 1965 — 1973 — Ректор Кабардино-Балкарского государственного университета

## Личная жизнь
- Майя — дочь